# Đậu dải
Đậu dải (danh pháp hai phần: Vigna unguiculata) (International Feed Number, 5-01-661) là loài thực vật thuộc chi Đậu (Vigna). Có bốn phân loài đã được công nhận:
- Vigna unguiculata subsp. cylindrica đậu đen

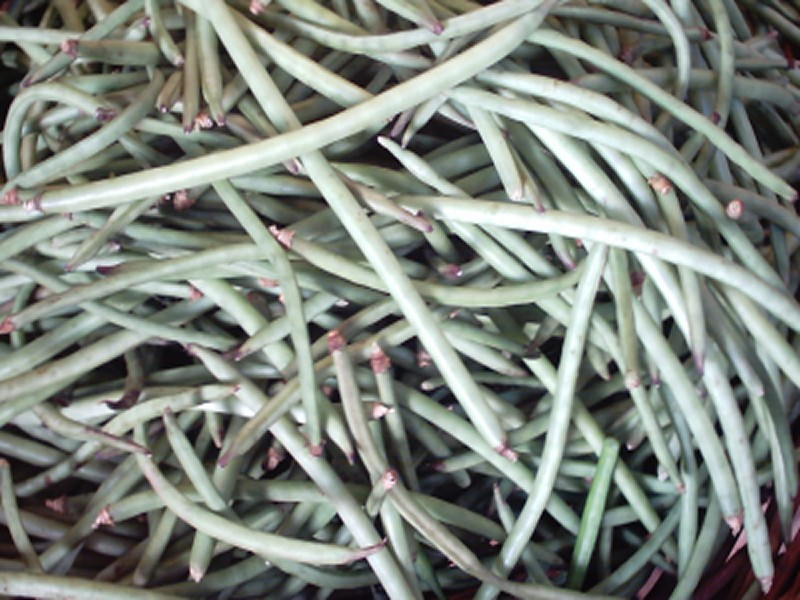
Đậu dải

- Vigna unguiculata subsp. dekindtiana
- Vigna unguiculata subsp. sesquipedalis đậu đũa
- Vigna unguiculata subsp. unguiculata đậu dải trắng rốn nâu

## Hình ảnh

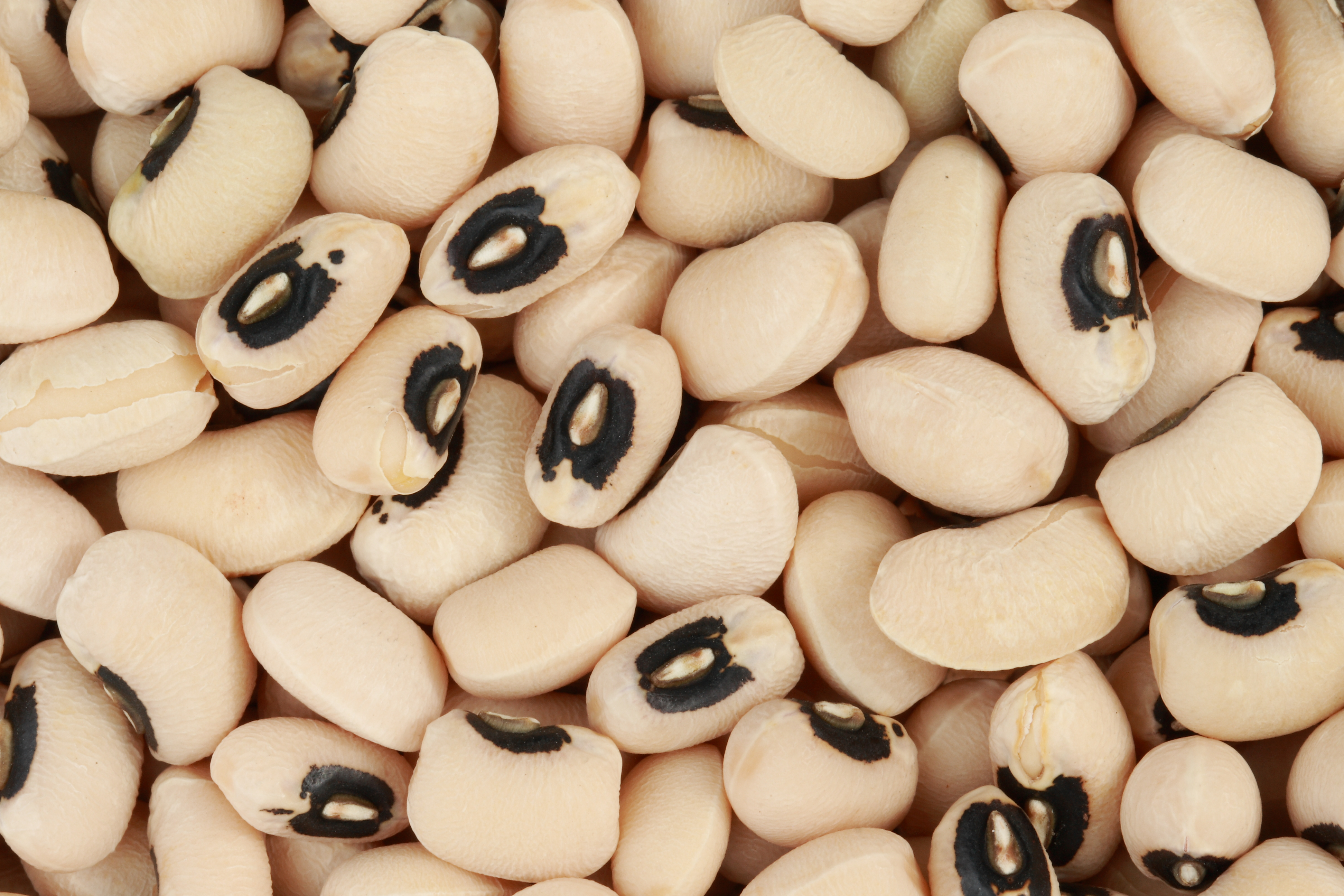
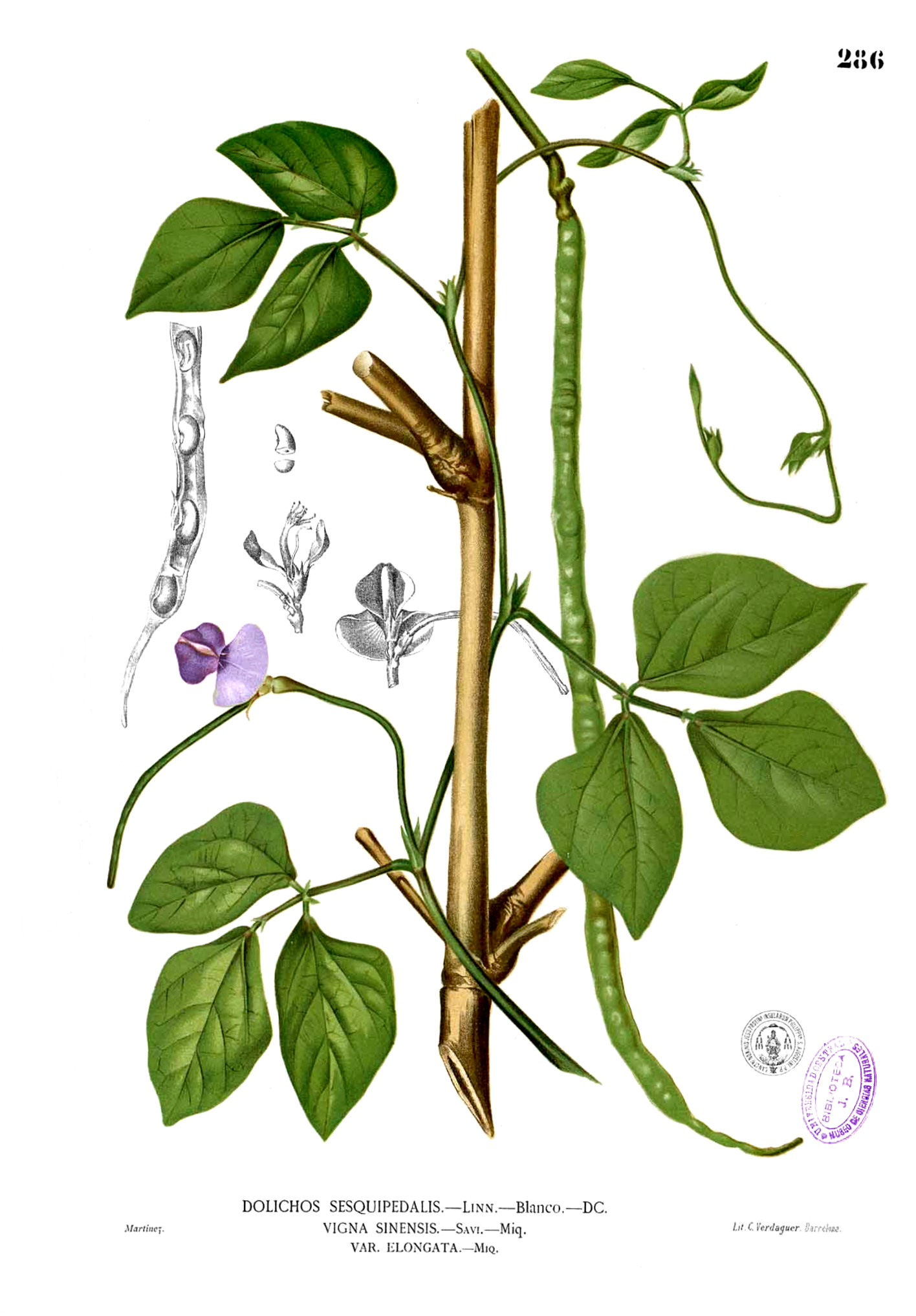
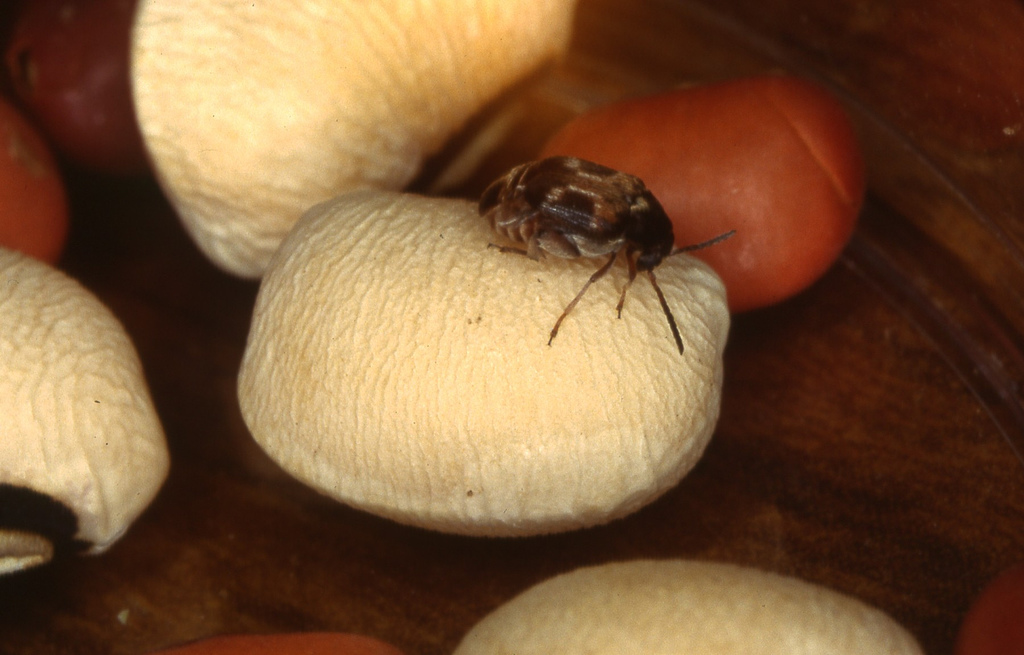

- Tập tin:Tập